# كيميتسو (تشيبا)
مدينة كيميتسو (بالإنجليزية: Kimitsu)‏ هي إحدى المدن التابعة لولاية تشيبا. تأسست رسميًا في 01/09/1971. ويقدر عدد سكانها بـ 89350 نسمة حسب تقدير مكتب الإحصاء الياباني لعام 2012. تبلغ مساحة كيميتسو 318.83 كم2. بكثافة سكانية تبلغ 280 نسمة/كم2.

## توأمة
لكيميتسو (تشيبا) اتفاقيات توأمة مع:
- كاموغاوا

## أعلام
- هيروشي ياماتو
- كيسوكي كانيكو